# Cessna 850 Citation Columbus
Cessna 850 Citation Columbus — турбовентиляторный двухмоторный самолёт бизнес-класса, разрабатываемый компанией Cessna Aircraft Company. Планировалось, что данная модель будет последней, выпускаемой под брендом Citation.

## Разработка
Из-за начавшегося в 2008 году финансового кризиса на рынке упал спрос на самолёты данного класса, а также возникли финансовые проблемы у материнской компании Textron, и проект был закрыт. По словам генерального директора «Cessna Aircraft Company» Джека Пэлтона, возрождение проекта возможно в будущем.

## Тактико-технические характеристики
Данные производителя.

### Технические характеристики
- Экипаж: 2 человека
- Пассажировместимость: 8 и более человек
- Грузоподъёмность: 884,5 кг
- Длина: 23,4 м
- Размах крыла: 24,3 м
- Высота: 7,49 м
- Площадь крыла: 65,9 м²
- Масса пустого: 9843 кг
- Полезная нагрузка: 6486 кг
- Максимальная взлётная масса: 16 375 кг
- Масса топлива: 6056 кг
- Двигатели: 2× ТРДД Pratt & Whitney Canada PW810C
- Тяга: 2×39,28 кН

### Лётные характеристики
- Максимальная скорость: 904 км/ч
- Практическая дальность: 7408 км
- Практический потолок: 13 716 м
- Скороподъёмность: до 12 497 м за 27 мин